# Повелитель кукол 5: Последняя глава
«Повелитель кукол 5: Последняя глава» (англ. Puppet Master 5: The Final Chapter) — американский фильм ужасов 1994 года режиссёра Джеффа Барра, пятая часть киносериала Повелитель кукол.

## Сюжет
Выживший после событий прошлой части специалист по роботам Рик Майерс становится новым Повелителем кукол. В связи с произошедшими обстоятельствами ему приходится давать показания в полиции. За благонадёжность Рика ручается завистливый учёный Дженнингс, который, разузнав о существовании кукол, намеревается выяснить секрет их пробуждения, а затем разбогатеть, продав сторонникам войны. В это же время египетский бог Сутек решает самостоятельно противостоять врагам секрета кукол, для чего вселяется в Тотем и направляется на Землю.

## В ролях
- Гордон Карри — Рик Майерс
- Чандра Уэст — Сьюзи
- Иэн Огилви[англ.] — Дженнингс
- Тереза Хилл — Лаурен
- Гай Рольф — Андре Тулон
- Николас Гвест — Хенди
- Виллард Пуг — Джейсон
- Дайан МакБэйн — Атторни
- Дуэйн Уитакер — Скотт
- Кац Гарас — мужчина № 2
- Клу Галагер — мужчина № 1
- Харри Джеймс
- Рон О'Нил — детектив
- Чак Уильямс — полицейский
- Эш Адамс — Камерон